# Ривалланд, Мишель
Мишель Лаваль Ривалланд (англ. Michel Laval Rivalland, 1910 — 1970) — генерал-губернатор Маврикия с 27 августа по 3 сентября 1968 года.